# Bradleya pennata
Bradleya pennata är en kräftdjursart som först beskrevs av LeRoy 1943.  Bradleya pennata ingår i släktet Bradleya och familjen Trachyleberididae. Inga underarter finns listade.